# Challis in Wonderland
Challis in Wonderland ist ein Jazzalbum von Bucky Pizzarelli. Die am 15. August 2010 entstandenen Aufnahmen erschienen 2012 auf Arbors Records.

## Hintergrund
Bereits 1974 hatte Bucky Pizzarelli das Album Playing the Piano Music of Bix Beiderbecke in Arrangements by Bill Challis vorgelegt.
Bucky Pizzarelli widmete auch das vorliegende Album dem Arrangeur Bill Challis, der für viele der wichtigsten Arrangements des Jean Goldkette Orchestra und des Paul Whiteman Orchestra verantwortlich war und dabei half, die wenigen Kompositionen des legendären Kornettisten Bix Beiderbecke zu transkribieren. Gitarrist Pizzarelli spielte zusammen mit dem Bassisten Jerry Bruno und auf einigen Tracks mit seinem Sohn John Pizzarelli an der Gitarre bzw. mit einem swingenden Streichquartett unter der Leitung des jungen Geigers Aaron Weinstein mit Streicherarrangements von Dick Lieb.
Der größte Teil des Repertoires umfasst Musik der 1920er- und 1930er-Jahre, mit zwei Ausnahmen. Pizzarellis Originalkomposition „Challis in Wonderland“ ist eine entspannte Ballade, die dem Arrangeur als Gitarrenduett gewidmet wurde, während Bob Haggarts Ballade „What’s New?“ seit langem Teil des Repertoires des Bandleaders war. Zez Confrey, Novelty-Pianist und Komponist von „Kitten on the Keys“, schrieb das wenig bekannte „Romanza“, das als intimes Vater-Sohn-Duett gespielt wurde.

## Titelliste

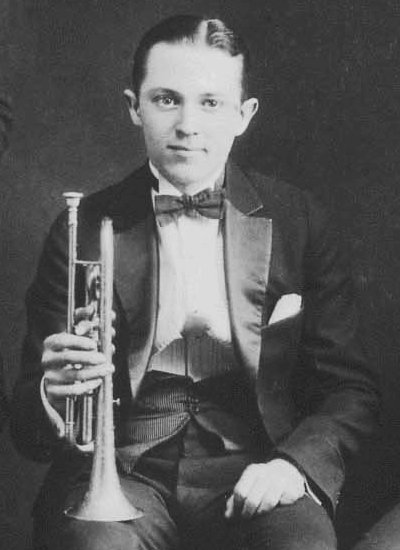
Bix Beiderbecke 1924

- Bucky Pizzarelli: Challis in Wonderland (Arbors Jazz ARCD19435)

1. Sunday  (Chester Conn, Bennie Krueger, Ned Miller, Jule Styne) 4:59
2. Sugar (Edna Alexander, Sidney D. Mitchell, Maceo Pinkard) 4:05
3. Challis in Wonderland (Bucky Pizzarelli) 4:01
4. Davenport Blues (Bix Beiderbecke) 7:09
5. In the Dark (Bix Beiderbecke) 3:00
6. Romanza (Zez Comfrey) 1:29
7. Singing the Blues  (Con Conrad, Sam M. Lewis, J. Russel Robinson, Joe Young) 5:38
8. In a Mist (Bix Beiderbecke) 4:52
9. Oh Baby (Owen Murphy) 3:40
10. Sugar (Edna Alexander, Sidney D. Mitchell, Maceo Pinkard) 5:55
11. Candlelights (Bix Beiderbecke) 5:11
12. What’s New (Johnny Burke, Bob Haggart) 6:38
13. I’m Coming Virginia (Will Marion Cook, Donald Heywood) 4:54
14. Flashes (Bix Beiderbecke) 2:58

## Rezeption
Ken Dryden vergab an das Album in Allmusic vier Sterne und schrieb, die verschachtelte Interpretation von Beiderbeckes „In the Dark“ durch das Trio sei ein lyrisches Meisterwerk. Pizzarelli wird von den Streichern in seiner luftigen, mit den Zehen klopfenden Wiedergabe von Beiderbeckes „Davenport Blues“ beflügelt, während Beiderbeckes „In a Mist“ für den Gitarristen auf Jazzpartys seit langem ein brillantes, erwartetes Solo-Feature sei. Weinstein wechselt zur Mandoline für eine swingende Version von „Oh Baby“ mit dem Bandleader und Bruno. Diese lohnenden Sessions von Bucky Pizzarelli sind ein Beweis dafür, dass der Meistergitarrist die Stimmung von Bix Beiderbecke und Bill Challis sehr lebendig hält.
Nach Ansicht von Mike Joyce (JazzTimes) mag das Album ein urbaneres Angebot sein als die vorausgegangenen Western-Swing-Streifzüge Pizzarellis, aber es sei auf seine Weise nicht weniger charmant. Es sei nicht schwer, seine Begeisterung zu teilen, wenn man die fünf hier versammelten Beiderbecke-Challis-Kollaborationen hört, insbesondere das harmonisch anspruchsvolle „In a Mist“ mit seinen kniffligen Intervallen und seiner unruhigen Akkordbewegung und „Davenport Blues“, eine von vier Darbietungen, die durch Dick Liebs stimmungsvolle Streichquartett-Arrangements bereichert wurden. Der Titeltrack des Albums hingegen ist ein Pizzarelli-Original, eine schöne Moll-Hommage an einen Künstler der obersten Liga.